# 3192 A'Hearn
3192 A'Hearn је астероид главног астероидног појаса са средњом удаљеношћу од Сунца која износи 2,378 астрономских јединица (АЈ).
Апсолутна магнитуда астероида је 13,7.